# La hija de Peter
Peter's Daughter (titulado: La hija de Peter en España e Hispanoamérica) es el séptimo episodio de la sexta temporada de la serie Padre de familia emitido el 25 de noviembre de 2007 a través de FOX. El episodio fue escrito por Chris Sheridan (el cual le dedicó el mismo a su padre, fallecido en 2007) y dirigido por Zac Moncrief. Al igual que el anterior episodio, Seth MacFarlane decidió no colaborar debido a la huelga de guionistas que tenía lugar aquel año. Las críticas recibidas fueron en su mayor parte positivas.
La trama se centra en la relación entre Peter y Meg, la cual acaba en coma después de ahogarse a causa de una riada que afecta a la ciudad. Es entonces cuando Peter admite no haber sido un buen padre con su hija y promete tratarla como se merece, sin embargo empieza a volverse sobreprotector. Por otro lado Stewie compra una casa ruinosa y convence a Brian para reformarla y venderla a un mayor precio.

## Argumento
Cuando Quahog sufre los efectos devastadores de una riada y la casa comienza a inundarse, Peter obliga a Meg a ir a la nevera para coger un pack de cervezas, pero empieza a ahogarse tras engancharse con una rejilla del frigorífico, en consecuencia Meg entra en estado de coma y este empieza a pensar en lo mal que ha tratado a su hija constantemente. Finalmente recupera la consciencia y Peter empieza a portarse como un "buen padre" tal como juró. Al mismo tiempo esta empieza una relación con un interno del hospital llamado Michael Milano, el cual levanta recelos en Peter mientras Lois le sugiere que no sea tan sobreprotector. Sin embargo sus actos terminan con la ruptura de la pareja cuando Milano le sorprende espiándoles.
Tras dos semanas, una Meg alicaída anuncia a sus padres que está embarazada para sorpresa de estos. Peter por su parte decide ir a casa de Milano para obligarle a casarse con ella a pesar de las insistencias de Meg pero que este acepta al descubrir su estado. Llega el día de la boda y Lois la descubre llorando en la habitación quedándose sorprendida cuando esta le comenta que le ha venido la regla, y por lo tanto no está embarazada. Tras hablarlo, su madre le sugiere que le diga la verdad al novio para saber si la quiere a pesar de todo, momento que aprovecha para dejarla plantada en el altar.
Por otro lado, Stewie le propone a Brian comprar una casa en estado ruinoso y reformarla para venderla a mayor coste, sin embargo Brian termina hartándose del protocolo laboral del lactante y son incapaces de acabar con el trabajo. Finalmente Stewie rocía el inmueble con gasolina y prende fuego a la casa teniendo el tiempo justo para escapar los dos de una gigantesca explosión que pilla de por medio al electricista al que habían contratado.

## Producción
El episodio fue escrito por Chris Sheridan, miembro técnico desde el primer episodio de la serie. En cuanto la dirección estuvo a cargo de Zac Moncrief, el cual lleva trabajando para Padre de familia desde la cuarta temporada cuando dirigió Peter's Got Woods. Peter Shin y James Purdum estuvieron como supervisores de dirección.
Este es uno de los episodios emitidos durante la huelga de guionistas de Hollywood al que Seth MacFarlane dio su apoyo. El creador del programa participó en el proceso de la grabación de los personajes y del guion, pero decidió no participar en la postproducción mientras durase la huelga.
El capítulo cuenta con la participación de los actores: Damien Fahey y Tamera Mowry, los cuales prestaron sus voces a sus personajes.